# Basilica di San Michele Vetere
La basilica di San Michele Vetere è un importante luogo di culto cattolico di Cremona, già cattedrale della città dal 1124 al 1190.

## Storia
La tradizione vuole che il tempio sia stato costruito in epoca longobarda. I primi documenti attestano l'esistenza di una chiesa a partire dall'VIII secolo.
Nell'XI secolo, come attesta un documento del vescovo Landolfo, la vecchia chiesa doveva presentarsi deteriorata a causa del tempo, oltre ad essere del tutto inadeguata ad accogliere un numero maggiore di fedeli. Attorno al 1200, fu quindi innalzato un nuovo edificio, in stile romanico, le cui dimensioni coincidevano con quelle dell'attuale edificio. Il tempio si presentava a tre navate, ognuna delle quali terminava con un'abside (solo quella centrale è sopravvissuta ai successivi interventi). Il presbiterio fu realizzato decisamente più in alto rispetto alle navate, e sotto di esso fu scavata la cripta, anch'essa a tre navate.
Nel XIII secolo la chiesa subì un rifacimento, che interessò in modo particolare la navata principale. In questa occasione, gli archi a tutto sesto che sostenevano le pareti furono sostituiti da archi a sesto acuto, tipici dell'architettura gotica. L'intervento però non interessò il presbiterio, che mantenne le originali caratteristiche romaniche.
Ulteriori interventi si ebbero nei secoli successivi, in particolare nel XIX secolo. Nel 1848 la costruzione del nuovo campanile comportò la demolizione dell'abside di sinistra, e, nel 1861 il prevosto don Carlo Tessaroli intraprese una serie di restauri allo scopo di riportare la facciata della chiesa all'aspetto che essa aveva al termine del XIII secolo.
Notevoli interventi di restauro si ebbero nel 1911, quando il prevosto don Giovanni Varischi fece cancellare, dall'interno della chiesa, tutte le aggiunte e le modifiche apportate durante gli ultimi secoli, e ripristinò la volta a crociera.

## Descrizione

### Arte e architettura
La facciata a salienti, in mattoni a vista, ha linee semplici. Quattro semicolonne suggeriscono la suddivisione interna in navate, mentre lungo le linee del displuvio corrono delle serie di archetti pensili. Un piccolo rosone centrale e due bifore danno luce alla navata maggiore. Un curioso quanto evidente effetto visivo è dato dalla differente colorazione dei mattoni della parte inferiore della facciata, rispetto al resto del tessuto murario, probabilmente a causa dell'umidità risalente dal suolo.
Il complesso absidale, oggi privo delle due absidi minori, è di notevole interesse.
L'emiciclo è caratterizzato dalla presenza di beccatelli, similmente a una fortificazione. Tale soluzione è comune alle absidi di altre chiese di Cremona: San Vincenzo, San Lorenzo, Santa Lucia e Sant'Omobono.
L'interno della chiesa, illuminato da finestre ogivali aperte nel XIX secolo, è a tre navate sorrette da esili colonne marmoree. Nello spessore del muro delle navate minori, si aprono alcune cappelle laterali, realizzate nel XV secolo. Una di esse conserva un trittico di Bernardino Campi raffigurante la Natività, san Leonardo e santa Teodora.
Nel catino absidale è realizzato un grande affresco raffigurante il Cristo giudice, risalente alla fine del XII secolo e pertanto appartenente alla primitiva costruzione romanica.
Nella cripta, anch'essa a tre navate sostenute da una duplice fila di colonnine, sono visibili alcuni capitelli risalenti al periodo alto medievale uno dei quali si presume essere di epoca longobarda.
L'altare della chiesa è stato ristrutturato nel 2007 ed esposto per un certo periodo in Duomo, come omaggio alla sua bellezza. I quadri presenti lungo le navate sono spesso rimossi per partecipare a mostre itineranti di alto valore.
La statua di san Michele che soggioga la Bestia, si trova a destra dell'altare ed è riconosciuta come una delle più maestose d'Europa.

### Organo a canne
In fondo alla navata laterale di destra, si trova l'organo a canne della chiesa. Lo strumento, costruito nel 1909 dall'organaro Giuseppe Rotelli, era originariamente situato dietro l'altare maggiore ed era stato elettrificato e modificato nel 1988. Nel 2013, in seguito ad un restauro-ricostruzione della ditta organaria Micheli, è stato spostato nell'attuale collocazione.
Lo strumento e a trasmissione integralmente meccanica e dispone di 24 registri per un totale di 1562 canne. Il materiale fonico è contenuto all'interno di una cassa con doppia mostra, quella principale verso la navata laterale di destra ed una secondaria verso il presbiterio. Sotto quest'ultima si trova la consolle, la quale dispone di due tastiere di 58 note ciascuna e pedaliera concava di 30, con i registri azionati da pomelli posti ai due lati dei manuali.